# Romain Maurice
Pour les articles homonymes, voir Maurice.

a Compétitions nationales et continentales officielles uniquement.

Dernière mise à jour le 2 juin 2025.
Romain Maurice, né le 23 juin 1994 à Talence, est un joueur français de rugby à XV qui évolue au poste de talonneur.

## Biographie
Formé au sein des clubs girondins des villes de Léognan et de La Brède, Romain Maurice fait partie des équipes juniors du CA Bordeaux Bègles à partir de 2010, puis intègre l'équipe espoir de l'Union Bordeaux Bègles,. En parallèle, il suite une formation au lycée d'enseignement professionnel puis au CFBTP de Blanquefort.
Non conservé à l'intersaison 2015, il rejoint au mois de septembre le centre de formation de l'US Dax une fois la confirmation du maintien du club en Pro D2,. Pilier droit de formation,, il est repositionné au poste de talonneur dès sa première année dans les Landes. Il participe à ses premières rencontres professionnelles pendant la saison 2016-2017 ; dès la saison suivante, son contrat est reconverti en tant que contrat professionnel,.
Son contrat arrive à son terme à la fin de la saison 2017-2018. Après la relégation du club landais en Fédérale 1 à l'issue de cette saison, il figure dans la liste de Provale des joueurs au chômage ; il rejoint par la suite le Stade langonnais.
En conséquence de la relégation du club girondin en Fédérale 2 et de la mise à l'écart de l'entraîneur Sylvain Mirande, de nombreux joueurs quittent le club à l'intersaison 2019, dont Romain ; il s'engage finalement avec l'AS Mâcon, restant ainsi dans la même division.
À l'intersaison 2022, il signe un contrat de deux années plus une optionnelle avec le SC Albi, alors pensionnaire de Nationale.
Après deux saisons à Albi, il s'engage avec l'US Marmande, pensionnaire de Nationale 2.
À l'intersaison 2025, il fait son retour au Stade langonnais tout juste relégué en Nationale 2.